# Kobus kob thomasi
Il kob dell'Uganda (Kobus kob thomasi (P. L. Sclater, 1896)) è una sottospecie di kob (Kobus kob) diffusa nelle regioni occidentali e nord-occidentali dell'Uganda, nel Sudan del Sud ad ovest del Nilo e nella Repubblica Democratica del Congo nord-orientale. Le popolazioni che un tempo vivevano nelle steppe lungo le rive del lago Vittoria nel Kenya sud-occidentale e nella Tanzania nord-occidentale sono ormai scomparse a causa della caccia e della diffusione degli insediamenti umani.

## Descrizione
Il kob dell'Uganda, con una lunghezza testa-tronco di 125-180 cm e un'altezza al garrese di 70-105 cm, è la più grande delle tre sottospecie di kob. I maschi sono circa il 50% più grandi delle femmine e hanno un collo più spesso e muscoloso. Il loro peso è di 50-120 kg, quello delle femmine di 60-77 kg. Le corna, presenti solo nei maschi, misurano 50-69 cm. Il manto, liscio e leggermente lucente, è di colore bruno-rossastro, spesso con una leggera sfumatura giallastra. La regione ventrale e la parte interna delle zampe sono bianche, così come l'area intorno agli occhi, la punta del muso, la gola e l'interno delle orecchie. La coda, lunga 10-15 cm, è bianca sul lato inferiore e termina con una punta nera e cespugliosa. Sulla parte anteriore di tutte e quattro le zampe è presente una striscia nerastra, mentre una fascia bianca corre attorno a ciascuna zampa appena sopra lo zoccolo. Le corna sono a forma di «S» e chiaramente scanalate: viste di lato si piegano all'indietro e poi verso l'alto.
Nel kob dell'Uganda le strisce scure sulla parte anteriore delle zampe sono più nere che nel kob di Buffon (K. k. kob) e le macchie bianche sulla gola e sul muso sono più pronunciate, ma non così intensamente come nel kob dalle orecchie bianche (K. k. leucotis).

## Biologia

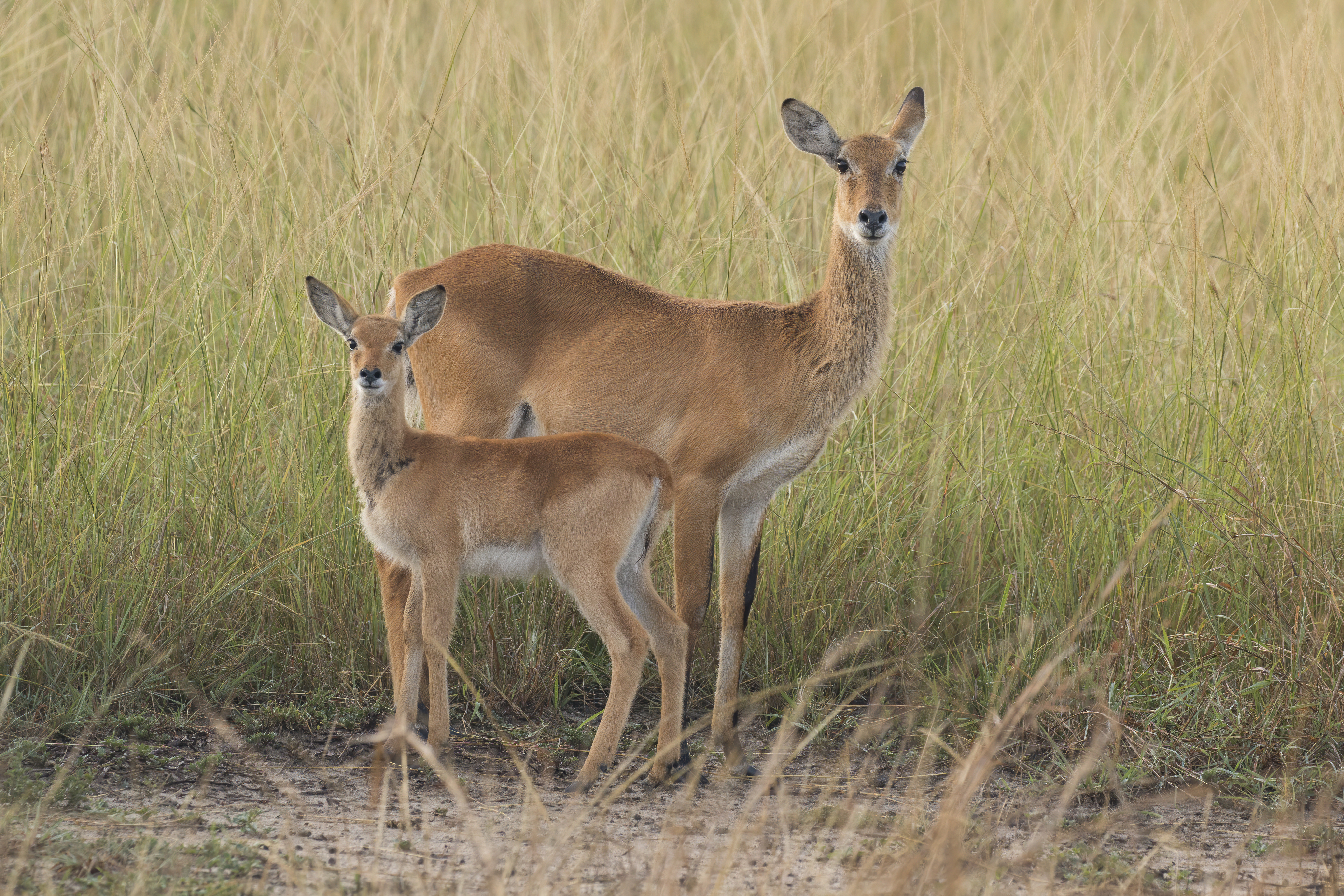
Una femmina con il piccolo.

Il kob dell'Uganda vive nelle savane aperte e umide e nelle savane alberate, spesso vicino a fiumi, laghi e paludi o nelle pianure umide caratterizzate dalla presenza di specchi d'acqua. A seconda di quanto sia favorevole l'habitat, possono esservi da otto a 50 kob per chilometro quadrato. Formano mandrie sciolte e temporanee formate per lo più da 30 a 50 esemplari, ma nella stagione delle piogge, quando il cibo è abbondante, le mandrie possono contare fino a 1000 individui. Il kob dell'Uganda si nutre principalmente di erbe basse e verdi. I maschi sono territoriali. I confini dei territori non vengono marcati, ma la rivendicazione della proprietà è indicata solo con piccoli fischi e con posture caratterizzate dalla testa sollevata e dalle orecchie abbassate. Se un altro maschio varca i confini del territorio, tuttavia, possono verificarsi seri combattimenti. Il possesso di un determinato territorio è limitato nel tempo e di solito dura per un periodo variabile da pochi giorni a pochi mesi. I principali predatori del kob dell'Uganda sono il leone, il leopardo, la iena macchiata e il ghepardo.

### Riproduzione

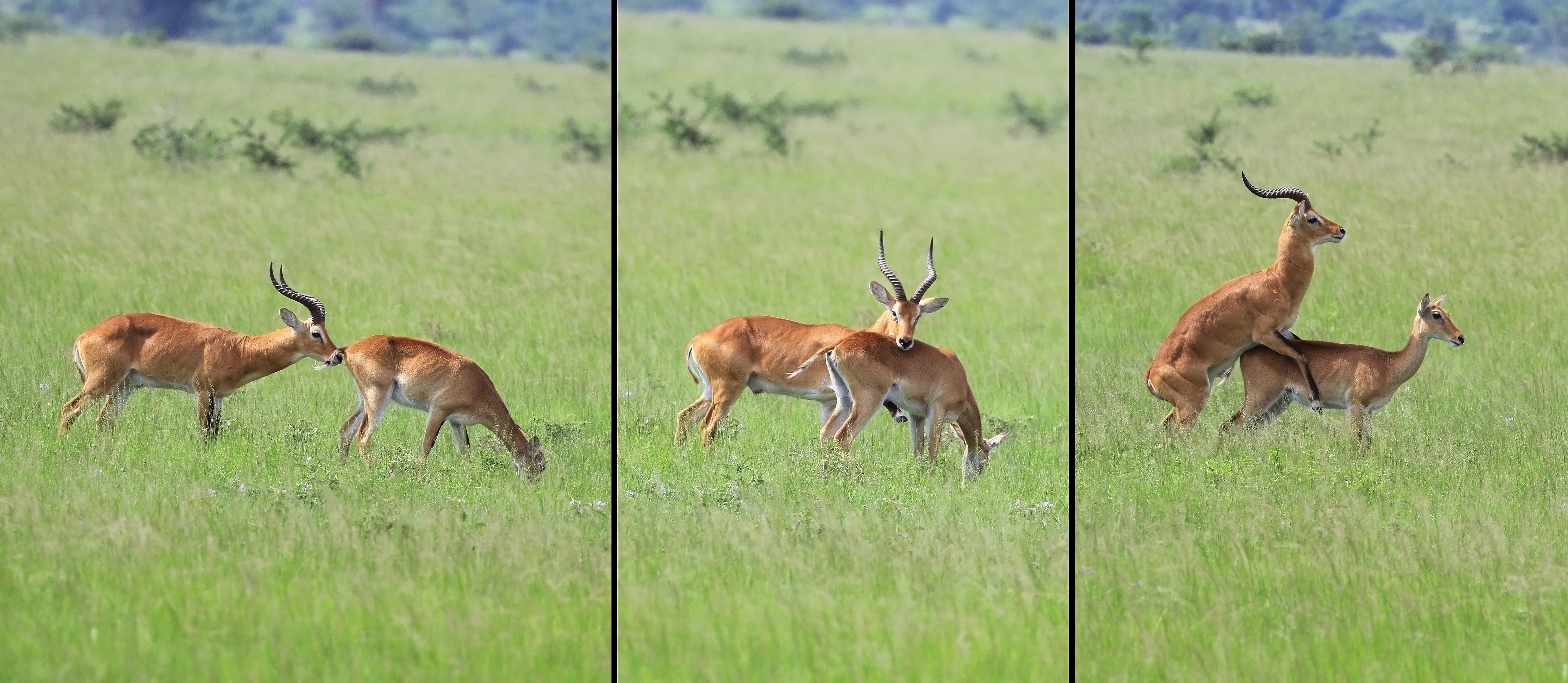
Accoppiamento tra kob dell'Uganda.

I piccoli del kob dell'Uganda si possono osservare in ogni periodo dell'anno, ma la maggior parte di loro nasce alla fine della stagione delle piogge, da settembre a dicembre. La gestazione dura da 225 a 270 giorni. La femmina dà alla luce un unico piccolo, che rimane nascosto per le prime sei settimane e solo allora segue la madre. Le femmine raggiungono la maturità sessuale a 13 mesi di età, mentre per i maschi sono necessari altri cinque mesi. I kob dell'Uganda possono vivere fino a 17 anni.

## Tassonomia
Il kob dell'Uganda è una delle tre sottospecie di kob (Kobus kob). Il kob è una specie del genere Kobus, cui appartengono in tutto cinque specie. All'interno della famiglia dei Bovidi (Bovidae), il genere Kobus viene posto nella sottofamiglia dei Reduncini (Reduncinae), cui appartengono anche le cervicapre o antilopi dei canneti (Redunca) e l'antilope capriolo (Pelea). I Reduncini comprendono antilopi di dimensioni medio-grandi che vivono principalmente in territori ricchi di acqua e si nutrono principalmente di erba.
Le altre due sottospecie di kob sono il kob di Buffon (K. k. kob) e il kob dalle orecchie bianche (K. k. leucotis). Tuttavia, in una vasta revisione della tassonomia degli ungulati pubblicata nel 2011 dai due zoologi Colin Groves e Peter Grubb, la specie «kob» è stata suddivisa in quattro specie separate (che corrispondono alle tre sottospecie «canoniche» e alla forma loderi, il kob del Camerun, generalmente considerato sinonimo di K. k. kob). Tuttavia, la maggior parte degli studiosi tende a seguire la classificazione tradizionale con una specie suddivisa in tre sottospecie.
|  | Kobus kob kob                                                                                                 |
|  | |
|  | \| \| Kobus kob thomasi \| \| \| \| \| \| Popolazione del parco nazionale delle cascate Murchison \| \| \| \| |
|  | |
|  | Kobus kob thomasi                                                                                             |
|  | |
|  | Popolazione del parco nazionale delle cascate Murchison                                                       |
|  | |

|  | Kobus kob thomasi                                       |
|  |                                                         |
|  | Popolazione del parco nazionale delle cascate Murchison |
|  |                                                         |

|  | Kobus kob kob                                                                                                 |
|  | |
|  | \| \| Kobus kob thomasi \| \| \| \| \| \| Popolazione del parco nazionale delle cascate Murchison \| \| \| \| |
|  | |
|  | Kobus kob thomasi                                                                                             |
|  | |
|  | Popolazione del parco nazionale delle cascate Murchison                                                       |
|  | |

|  | Kobus kob thomasi                                       |
|  |                                                         |
|  | Popolazione del parco nazionale delle cascate Murchison |
|  |                                                         |

|  | Kobus kob leucotis                                      |
|  |                                                         |
|  | Popolazione del parco nazionale delle cascate Murchison |
|  |                                                         |

|  | Kobus kob kob                                                                                                 |
|  | |
|  | \| \| Kobus kob thomasi \| \| \| \| \| \| Popolazione del parco nazionale delle cascate Murchison \| \| \| \| |
|  | |
|  | Kobus kob thomasi                                                                                             |
|  | |
|  | Popolazione del parco nazionale delle cascate Murchison                                                       |
|  | |

|  | Kobus kob thomasi                                       |
|  |                                                         |
|  | Popolazione del parco nazionale delle cascate Murchison |
|  |                                                         |

|  | Kobus kob kob                                                                                                 |
|  | |
|  | \| \| Kobus kob thomasi \| \| \| \| \| \| Popolazione del parco nazionale delle cascate Murchison \| \| \| \| |
|  | |
|  | Kobus kob thomasi                                                                                             |
|  | |
|  | Popolazione del parco nazionale delle cascate Murchison                                                       |
|  | |

|  | Kobus kob thomasi                                       |
|  |                                                         |
|  | Popolazione del parco nazionale delle cascate Murchison |
|  |                                                         |

|  | Kobus kob leucotis                                      |
|  |                                                         |
|  | Popolazione del parco nazionale delle cascate Murchison |
|  |                                                         |

Secondo le analisi genetico-molecolari del 2001, le relazioni tra le tre sottospecie di Kobus kob sono apparse più complesse di quanto sembri, in quanto il kob dell'Uganda è risultato essere parafiletico rispetto al kob di Buffon. Ciò è stato confermato anche da ulteriori studi del 2007. Utilizzando gli aplotipi, è stato possibile riconoscere due cladi distinti: uno occidentale, cui appartengono i kob di Buffon e dell'Uganda, e uno orientale, cui appartiene il solo kob dalle orecchie bianche. Inoltre, è stato dimostrato che la popolazione originaria del parco nazionale delle cascate Murchison corrisponde fenotipicamente al kob dell'Uganda, ma appartiene genotipicamente al kob dalle orecchie bianche. Secondo gli autori dello studio, i precursori delle sottospecie odierne formavano, durante il Pleistocene, due gruppi, occidentale e orientale, isolati l'uno dall'altro (denominati «proto-kob» e «proto-leucotis»). Il gruppo occidentale si è poi diffuso verso est in quello che oggi è l'areale del kob dell'Uganda. Successivamente, singole popolazioni del gruppo orientale migrarono verso sud e si incrociarono con il gruppo occidentale. Le complesse relazioni che intercorrono tra il kob di Buffon e il kob dell'Uganda hanno spinto gli autori a dubitare dello status tassonomico indipendente di quest'ultimo.
Il kob dell'Uganda venne descritto per la prima volta nel 1895 dallo zoologo britannico Philip Lutley Sclater con il nome di Cobus thomasi. Per la sua descrizione si basò sullo studio della testa di un maschio proveniente da Berkeley Bay sul lago Vittoria, al confine tra Uganda e Kenya, considerata la località tipo della sottospecie. All'epoca la testa era conservata presso il Natural History Museum di Londra. Precedentemente i kob dell'Africa orientale venivano ritenuti popolazioni del kob di Buffon o del kob dalle orecchie bianche, ma sulla base dell'analisi del nuovo individuo sia Sclater che Oldfield Thomas ritennero di trovarsi di fronte ad una forma differente. Nello stesso periodo Oscar Neumann presentò al Natural History Museum alcuni esemplari provenienti da quelle che allora erano le colonie dell'Africa Orientale tedesca e dell'Africa orientale britannica, che aveva raccolto durante il suo viaggio tra il 1892 e il 1895. Anche in questo caso gli studiosi che li esaminarono giunsero alla conclusione che doveva trattarsi di una nuova specie. Neumann preparò quindi una descrizione e battezzò la nuova specie con l'epiteto specifico thomasi in onore di Oldfield Thomas. La pubblicazione dell'articolo, tuttavia, subì dei ritardi. Nel frattempo, Sclater aveva scritto il suo articolo nel quale affermava di trovarsi d'accordo con Neumann, riconoscendolo anche come autore della descrizione della nuova specie. Il lavoro di Neumann venne pubblicato solamente l'anno dopo la prima descrizione di Sclater: la nuova specie vi compariva con il nome Adenota thomasi (Adenota è un sinonimo di Kobus, introdotto da John Edward Gray nel 1850). Di conseguenza, l'Adenota thomasi di Neumann è considerato un sinonimo più recente del Kobus thomasi di Sclater.

## Conservazione
La IUCN classifica il kob dell'Uganda come sottospecie «a rischio minimo» (Least Concern). La popolazione viene valutata tra i 40.000 e i 100.000 esemplari: oltre il 95% di questi vive all'interno di aree protette, come il parco nazionale del Sud nel Sudan del Sud e i parchi nazionali Queen Elizabeth e Murchison Falls in Uganda e Garamba e Virunga nel Congo.